# Зельона (Прошовицький повіт)
Зельона (пол. Zielona) — село в Польщі, у гміні Конюша Прошовицького повіту Малопольського воєводства.
Населення — 157 осіб (2011).
У 1975-1998 роках село належало до Краківського воєводства.

## Демографія
Демографічна структура станом на 31 березня 2011 року:
|          | Загалом | Допрацездатний вік | Працездатний вік | Постпрацездатний вік |
| -------- | ------- | ------------------ | ---------------- | -------------------- |
| Чоловіки | 78      | 16                 | 53               | 9                    |
| Жінки    | 79      | 15                 | 45               | 19                   |
| Разом    | 157     | 31                 | 98               | 28                   |